# Ethelwulf
Ethelwulf (sau Æthelwulf; n.  ?, Aachen, Germania – d. 13 ianuarie 858 d.Hr., Wessex) a fost un rege al regatului anglo-saxon Wessex. 
El a avut mulți copii, printre care și Alfred cel Mare care avea să devină cel mai bun monarh din istoria Wessexului.